# 201 (South Park)
A 201 (201) a South Park című amerikai animációs sorozat 201. epizódja (a 14. évad 6. része). Elsőként 2010. április 21-én sugározták az Amerikai Egyesült Államokban a Comedy Central műsorán. Magyarországon nem mutatták be, mert a Viacom megszüntette a 200 és a 201 című epizódok nemzetközi forgalmazását, a két rész a South Park Studios hivatalos honlapon sem érhető el. Az epizódban az előző rész cselekménye folytatódik; különböző vallási szereplők összefognak South Park megmentése érdekében, mert a várost a Mohamed próféta kiadatását követelő feldühödött hírességek és Mecha Streisand is fenyegeti. Eközben Eric Cartman megtudja, kicsoda valójában az apja...
Az epizódot a sorozat társszerzője, Trey Parker írta és rendezte. Az előző részhez hasonlóan a 201 is felidéz számos korábbi epizódot, illetve az azok körüli botrányokat. A készítők megemlékeznek arról, amikor – a 2005-ös és 2007-es, Mohamed-karikatúrák gerjesztette muszlim zavargások miatt – a Comedy Central megtagadta a próféta ábrázolását a sorozatban. A 201 bemutatását megelőzően a radikális iszlám Revolution Muslim a honlapján figyelmeztetést tett közzé, melyben kijelentette, hogy Trey Parker és Matt Stone a próféta ábrázolásával az életét kockáztatja. Emiatt a Comedy Central módosította az epizód Parker és Stone által elkészített verzióját és az összes (képi vagy hangi) Mohamed-utalást cenzúrázták – az epizód végén elhangzó tanulság, melyet Kyle Broflovski fogalmaz meg, így teljesen érthetetlenné válik. 2010-ben a 200-at és a 201-et is Emmy-díjra jelölték.
A cenzúrázás miatt erős kritika érte a Comedy Centralt. A kritikusok szerint ez a lépés komoly győzelmet jelentett a muszlim szélsőségesek számára és a csatorna döntése csak további fenyegetésekre bátorítja a radikális csoportokat a jövőben. Az epizód a premier után nem került ismét adásba, nem érhető el a hivatalos honlapon és több országban – köztük Svédországban, az Egyesült Királyságban, Hollandiában és Magyarországon – be sem mutatták. A Nielsen Media Research adatai szerint az amerikai premiert 3,5 millió háztartásban követték figyelemmel.

## Cselekmény
|  | Alább a cselekmény részletei következnek! |

Az epizód elején Mitch Conner narrálja az 1972-es eseményeket, amikor is a vietnami háborút követően leszerelt a hadseregből (az "Apokalipszis most" című film paródiájában). Ezután a jelenben Mr. Garrison nem hajlandó megmondani Cartmannek, ki a valódi apja, hanem helyette megint Dr. Mefityisztóhoz küldi. A vörhenyesek és a városlakók Mohamed átadásáról tárgyalnak, amikor a Mecha-Streisand elkezdi pusztítani a várost. Mohamedet, akit az egész epizód során egy fekete téglalappal takarnak ki, elviszi magával Stan, Kyle és Kenny Dr. Mefityisztóhoz. Ám ekkor megérkeznek a vörhenyesek, és elrabolják mind Mohamedet, mind Cartmant. A Csúcsszuper Barátok – Istenségek eljönnek, hogy megmentsék South Parkot, és bár nem tudják legyőzni a Mecha-Streisandot, Krisna felveszi Neil Diamond alakját, és egy duettet énekelve vele, lenyugtatja őt.
A vörhenyesek felkeresik a hírességeket azzal, hogy átadják Mohamedet, ha cserébe ők is hozzáférést kapnak ahhoz a géphez, ami érinthetetlenné teszi azt, aki használja. Tom Cruise lesz az első, akin bevetik, akin onnantól kezdve egy Mohamedéhez hasonló fekete cenzúrázó téglalap látható. Az akciójuk közben megérkeznek a Csúcsszuper Barátok – Istenségek, hogy megmentsék Mohamedet. Ez idő alatt Cartmant a vörhenyesek vezéréhez, Scott Tenormanhez viszik. Scott, aki egy megkeseredett őrült benyomását kelti, a főhadiszállását pont ahhoz a fesztiválhoz hasonlatossá rendezte be, ahol Cartman megfőzte a saját szüleit chilinek. Scott felfedi, hogy az apja, Jack Tenorman játszott a Denveri Musztángok bajnokcsapatában, és hogy ők ketten testvérek, mert Jack neki is az apja. Így Cartman a saját apját ölte meg és etette meg a féltestvérével.
Az időközben eszkalálódó helyzet miatt Scott elmenekül, miközben a Kétéltű Ember rálép Tom Cruise hátára. Őt korábban "kéktetűnek" csúfolták a magyar változatban, és Stan felkiált, hogy "kéktetű van Tom Cruise hátán". (Az eredeti változatban az "ondó" jelentésű "Semen" és a Kétéltű Ember, mint "Seaman" közti hasonlóságot figurázták ki ezzel, és utaltak arra, hogy Tom Cruise-nak ondó van a hátán, vagyis hogy homoszexuális). Ezzel kiderül, hogy mégis lehet viccelni Tom Cruise-zal, akiről azonnal eltűnik a cenzúrázó téglalap. Mikor Cruise megkérdezi, hogy mégis hogyan lehetséges ez, Kyle, Jézus Krisztus és a Mikulás egy hosszú monológot mondanak arról, hogy nem létezik olyan csodaképesség, ami érinthetetlenné tenne bárkit, hanem helyette az erőszakkal való fenyegetés az, ami ezt teszi. (Ezt a monológot teljes egészében kisípolták az epizódban).
Miután a város, immár harminckilencedik alkalommal, újjáépül, a fiúk megtalálják a zokogó Cartmant, akinek nem az a legnagyobb baja, hogy megölte a saját apját, hanem hogy félig vörhenyes. Mielőtt Mitch Conner távozna, azért elmondja neki, hogy félig "musztáng" is, amitől egy kicsit megnyugszik. Tom Cruise egy olyan helyért könyörög, ahol senki nem piszkálhatja őt, a srácok pedig megígérik neki, hogy segítenek találni egy ilyen helyet. Az epizód végén látható, hogy Cruise-t kilőtték a Holdra, ugyanoda, ahová korábban Willzykét, a kardszárnyú delfint is.

## Érdekességek
- Scott Tenorman a vörhenyesek élén visszatér, és bosszúvágytól hajtva felfedezi, hogy apja, Jack Tenorman (a Denver Broncos játékosa) házasságon kívüli viszonyt folytatott Cartman anyjával, így ő volt Eric Cartman apja.
- Ebben az epizódban visszatér Pip, aki utoljára 11. évad "Leszbi uralom" epizódban volt látható és először beszél a "Káosz Professzor" epizód óta. Mecha Streisand brutálisan öli meg Pip-et.
- Parker és Stone az epizód elején kijelentette hogy Kyle, Jézus és Mikulás tanulságának semmi köze nem volt Mohamedhez, de mégis kisípolta a Comedy Central. Később a szövege teljes egészében felkerült az internetre:[1]

„Kyle: Mert nincs ilyen varázsszer, Mr. Cruise. Ma is tanultam valamit. Egész idő alatt olyasmit akartunk megmutatni, amit nem volt szabad, de nem valamilyen varázsszer miatt. Hanem az erőszakkal fenyegetés mágikus ereje miatt. Egyértelműen ez az egyetlen igazi erő. Ha valamit megtanultunk, akkor az az, hogy az embereket terrorizálni nyerő.
Jézus: Így van. Értitek már, vörhenyesek? Ha nem akarjátok, hogy viccelődjenek rajtatok, fegyverekkel és bombákkal megállíthatjátok az embereket.
Mikulás: Így van, barátaim. Csak félelmet kell keltenetek és bántanotok kell másokat, hogy elérjétek, amit akartok. Az egyetlen hatalom az erőszak.”